# Karl Ernst (Generalsuperintendent)
Karl Christian Ludwig Ernst (* 27. September 1834 in Drommershausen (heute Stadtteil von Weilburg); † 21. November 1902 in Boppard) war ein deutscher evangelischer Theologe. Von 1882 bis 1897 amtierte er als Generalsuperintendent der Evangelischen Landeskirche in Nassau.

## Leben
Ernst, der Sohn eines Lehrers, studierte ab 1853 Evangelische Theologie an der Philipps-Universität Marburg und in Halle. In Marburg schloss er sich 1853 der Progress-Burschenschaft Germania an, in Halle wurde er im Wintersemester 1854/55 Conkneipant der Verbindung und späteren Burschenschaft Alemannia auf dem Pflug. 1855 besuchte er das Predigerseminar in Herborn und wurde 1857 Vikar in Nastätten. Seine erste Pfarrstelle erhielt er 1861 in Herborn, wo er zugleich am Predigerseminar unterrichtete. 1863 wurde er Pfarrer in Barmen-Gemarke. Ab 1870 war er wieder in Herborn, zuerst als Dekan, ab 1879 als Direktor des Predigerseminars. 1882 wurde er Generalsuperintendent des Konsistorialbezirks Wiesbaden, zu dem die nassauische Landeskirche 1867 erweitert worden war. 1897 trat er in den Ruhestand und zog nach Boppard. Sein Nachfolger wurde Heinrich Maurer.
Ernst, der schon 1863 einen „Verein zur Pflege des christlichen Gemeinschaftslebens“ gegründet hatte, stand der Gemeinschaftsbewegung nahe, die ihren Schwerpunkt im Norden Nassaus hatte. Als Generalsuperintendent bemühte er sich um einen Brückenschlag zwischen ihr und dem eher volkskirchlich geprägten Süden. Davon zeugt besonders das Landesgesangbuch von 1894.